# Лонђени (Козенца)
Лонђени је насеље у Италији у округу Козенца, региону Калабрија.
Према процени из 2011. у насељу је живело 141 становника. Насеље се налази на надморској висини од 277 м.